# Рига округ
Рига округ (лет. Rīgas rajons, рус. Рижский район) је округ у републици Летонији, у њеном средишњем делу. Управно средиште округа је истоимени град и престоница Рига, који чини засебан округ. Округ припада историјској покрајини Видземе.

Рига округ је приморски округ у Летонији, који излази на јужни део Ришког залива, дела Балтика. На северу се округ граничи са округом Лимбажи, на истоку са округом Цесис, на југоистоку са округом Огре, на југу са округом Бауска, на југозападу са округом Бауска и на западу са округом Тукумс. Град Рига се налази окружен округом, у његовом средишњем делу, а град Јурмала у западном.
Округ Рига је изразито етнички мешовит, пошто Летонци чине близу 2/3 становништва, а остатак (1/3) највише Словени, посебно Руси, 25%.

## Градови
- Рига
- Саулкрасти
- Сигулда
- Балдоне
- Јурмала